# Míla Nováková
Míla Nováková, rozená Kučerová (5. prosince 1924 – 25. září 2017) byla česká krasobruslařská trenérka. Byla trenérkou čtyřnásobných mistrů světa v tancích na ledě sourozenců Evy a Pavla Romanových a mistryně Evropy v krasobruslení žen Hany Maškové.

## Život
Jako krasobruslařka začínala u trenéra Josefa Slívy, později u Jaroslava Hainze. Byla juniorskou mistryní Čech a Moravy a stala se seniorskou mistryní Čech v roce 1942. S Věrou Masákovou až ve volných jízdách prohrála třetí místo na akademickém mistrovství světa 1947 v Davosu a skončila těsně čtvrtá. Po ukončení závodní kariéry krátce krasobruslení opustila, ale po svatbě se v roce 1954 ke sportu vrátila po vzoru své švagrové Evy Novákové. Jako trenérka se nicméně přesunula mimo Prahu, působila v Kolíně, Chomutově, Litvínově a Liberci.
Spolupráci Míly Novákové se sourozenci Romanovými si telefonicky do Liberce vyžádal jejich otec František. Nováková se sice inspirovala u rakouských tanečníků manželů Lucie a Rudolfa Zornových, ale záhy vytvořila originální pojetí označené za českou školu tanců na ledě – jako protiklad k britské škole, která udávala trendy do té doby. Součástí této změny byla záměna jazzových melodií za latinskoamerické rytmy, základem školy se pak stal důraz na techniku skluzu a vyjádření synkopického rytmu pohybem. Silnou zbraní Romanových byly souhra pohybů, složitost programu a rychlé provedení různých krokových variací. Za původ své originální cesty Nováková považovala to, že do tanců na ledě vstoupila až s Romanovými, aniž by byla ovlivněna dlouhou praxí nácviku povinných tanců – na jejich tom u Romanových spolupracovala spíš se zkušenějším trenérem Jaroslavem Hainzem. Romanovi pod vedením Novákové získali tituly mistrů světa čtyřikrát v řadě v letech 1962–1965, načež ukončili kariéru a přešli k profesionální show.
V počátcích spolupráce s Romanovými nesměla vinou dřívějšího pokusu o emigraci s nimi na některé závody do západní Evropy, např. na mistrovství Evropy 1958 v Davosu.
Hanu Maškovou převzala od Vladimíra Koudelky a Jaroslava Sadílka a dovedla ji k největším úspěchům, v čele s titulem mistryně Evropy 1968 a bronzem z olympijských her v Grenoblu. S Maškovou si navzdory věkovému rozdílu dobře rozuměla a podporovala ji i v klíčových momentech kariéry, jako bylo rozhodnutí opustit amatérský soutěžní led v roce 1969. Udělali to symbolickým zahozením bruslí Maškové do jezera v Colorado Springs bezprostředně po mistrovství světa 1969.
Vedle Romanových a Maškové trénovala také další taneční páry, jako byli Jitka Babická a Jaromír Holan, Jana Beránková a Jan Barták, Jindra Holá a Karol Foltán, Liliana Řeháková a Stanislav Drastich a další. V roce 1980 shrnul redaktor Československého sportu, že Nováková přivedla na evropskou úroveň deset párů. V 70. letech vedla krasobruslařské středisko vrcholového sportu v Praze se sídlem na Nikolajce.
Na začátku 80. let odešla na odpočinek, nicméně ke krasobruslení se v omezené míře vracela, například formou pravidelných stáží pro Kathrin a Christoffa Beckovy z Rakouska; pomáhala také Petru Barnovi, kterého svěřila do péče trenéra Františka Pechara. Působila též jako spolukomentátorka krasobruslení ve vysílání Československé a České televize, a to ještě při olympijských hrách v roce 2010 ve Vancouveru. V roce 2015 byla při slavnostním galavečeru Trenér roku jako první krasobruslařská trenérka uvedena do Síně slávy Unie profesionálních trenérů.
Zemřela po dlouhé nemoci ve věku 92 let.